# Livio Paladin
Livio Paladin (ur. 30 listopada 1933 w Trieście, zm. 2 kwietnia 2000 w Padwie) – włoski prawnik i nauczyciel akademicki, profesor, w 1987 i w latach 1993–1994 minister.

## Życiorys
Z wykształcenia prawnik, absolwent Università degli Studi di Trieste. Pracował jako nauczyciel akademicki na tej uczelni i w następnie w Rzymie, specjalizując się w prawie konstytucyjnym. Wkrótce powrócił do Triestu, osiągając na uniwersytecie stanowisko profesorskie. W 1969 przeszedł na Uniwersytet Padewski, na którym objął katedrę prawa konstytucyjnego. Był współtwórcą oraz redaktorem periodyków „Le Regioni” i „Quaderni costituzionali”, a także członkiem instytucji naukowej Accademia Nazionale dei Lincei.
W 1977 z nominacji prezydenta został sędzią Sądu Konstytucyjnego, od lipca 1985 do lipca 1986 przewodniczył tej instytucji. Dwukrotnie pełnił funkcje rządowe jako minister bez teki. Od kwietnia do lipca 1987 odpowiadał za sprawy regionalne w gabinecie Amintore Fanfaniego, a od maja 1993 do maja 1994 za politykę wspólnotową w rządzie Carla Azeglia Ciampiego.
Odznaczony Orderem Zasługi Republiki Włoskiej klasy III (1976) i I (1977).